# Pęcherzyk żółciowy

Pęcherzyk żółciowy i drogi żółciowe zewnętrzne – przekrój

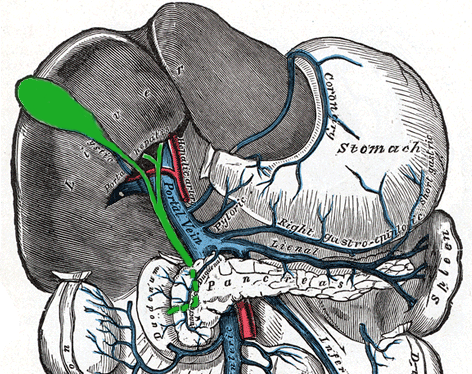
Umiejscowienie pęcherzyka żółciowego oraz przebieg zewnętrznych dróg żółciowych

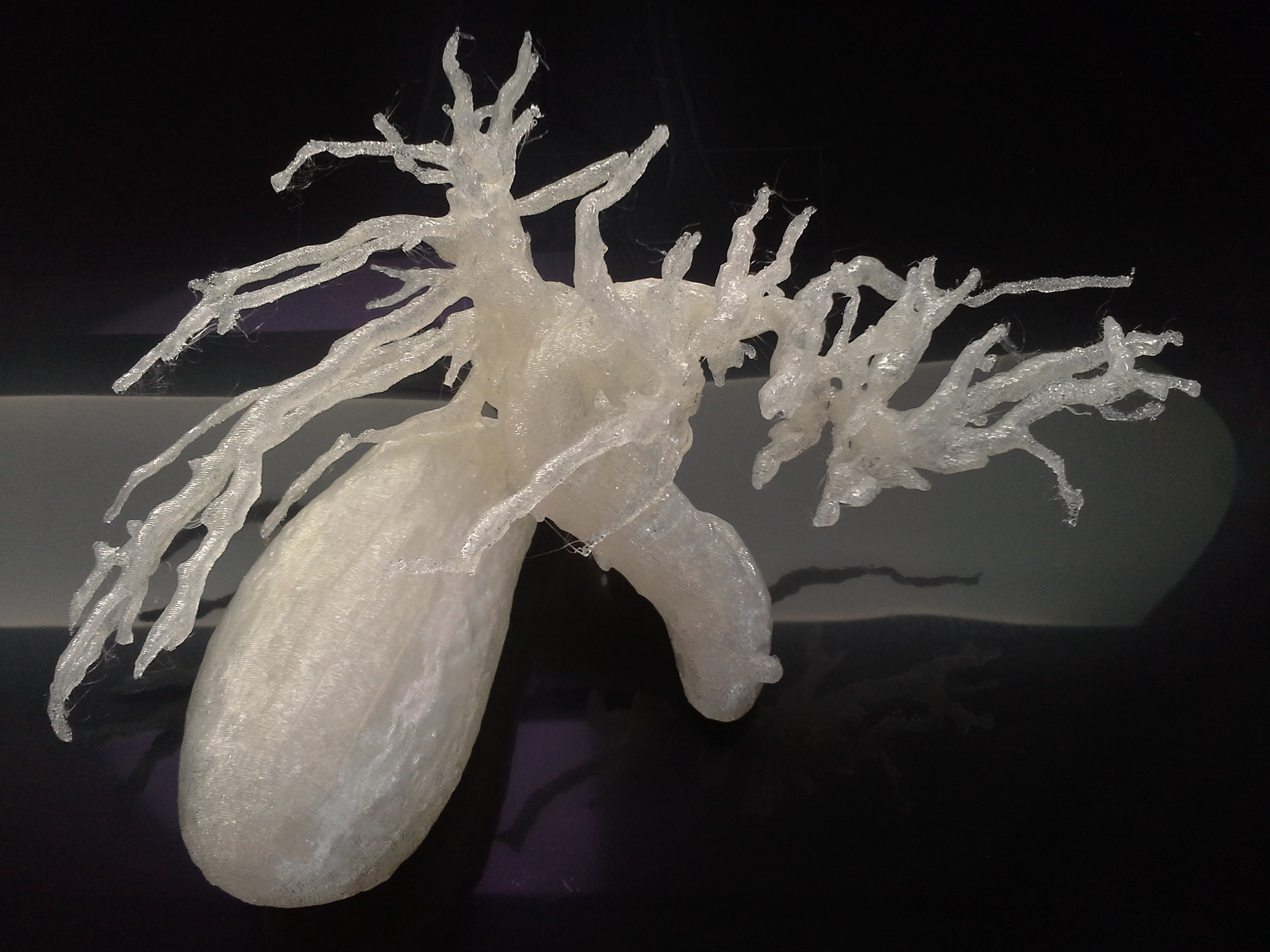
Model dróg żółciowych z widocznym pęcherzykiem żółciowym

Mechanizm zagęszczania żółci w pęcherzyku żółciowym

Pęcherzyk żółciowy (łac. vesica biliaris, vesica fellea), woreczek żółciowy – narząd służący do magazynowania i zagęszczania żółci wypływającej z wątroby pomiędzy okresami, gdy jest ona potrzebna do trawienia pokarmów znajdujących się w dwunastnicy. Pęcherzyk żółciowy występuje u większości kręgowców, ale nie u wszystkich – nie mają go np. gołąb, koń, żyrafa, jeleń czy szczur.

## Pęcherzyk żółciowy człowieka

### Anatomia
Pęcherzyk żółciowy człowieka ma gruszkowaty kształt, długość około 10 cm i szerokość około 4 cm. Jest ciemniejszy od wątroby ze względu na dużą zawartość żółci. Jest połączony z wątrobą i dwunastnicą poprzez drogi żółciowe. 
Pęcherzyk dzielony jest na trzy części:
- dno (fundus)
- trzon corpus)
- szyjkę (collum) przechodzącą w przewód pęcherzykowy[2].

### Unaczynienie i odpływ chłonki
Pęcherzyk żółciowy jest unaczyniony przez tętnicę pęcherzykową odchodzącą od prawej gałęzi tętnicy wątrobowej właściwej (od tętnicy wątrobowej wspólnej od pnia trzewnego). Odpływ krwi odbywa się przez żyłę pęcherzykową uchodzącą do żyły wrotnej wątroby (10%) lub zdąża ona bezpośrednio do wątroby do wnęki wątroby, kończąc się w sieci włosowatej zrazików wątroby.
Chłonka odpływa w kierunku węzła chłonnego pęcherzykowego (nodus lymphaticus cysticus), leżącego w miejscu połączenia przewodu pęcherzykowego z przewodem wątrobowym, skąd uchodzi do węzłów znajdujących się przy tętnicy wątrobowej. Chłonka z części przylegającej do wątroby dostaje się do naczyń chłonnych miąższu wątroby.

### Unerwienie
Unerwienie pochodzi od splotu wątrobowego, który wraz z komórkami zwojowymi tworzy sieć wokół szyjki. Komponenta przywspółczulna pochodzi od nerwu błędnego – jego podrażnienie powoduje: skurcz błony mięśniowej pęcherzyka, rozkurcz mięśnia zwieracza bańki wątrobowo-trzustkowej. Gałązki somatyczne biegną od nerwu przeponowego prawego. W przypadku patologii pęcherzyka żółciowego i dróg żółciowych powoduje to promieniowanie bólu do prawej łopatki.

### Funkcje
Pęcherzyk żółciowy może magazynować około 60 ml żółci. Podczas magazynowania żółć ulega również zagęszczeniu.
Żółć ulega uwolnieniu z pęcherzyka dzięki skurczom zainicjowanym przez cholecystokininę.
Pęcherzyk żółciowy jest połączony przewodem pęcherzykowym z przewodem wątrobowym wspólnym (prowadzącym od wątroby) oraz z przewodem żółciowym wspólnym prowadzącym do dwunastnicy (dokładniej do brodawki większej dwunastnicy). Podczas głodu żółć produkowana w wątrobie trafia do pęcherzyka żółciowego. Podczas posiłku nagromadzona żółć jest uwalniana do dwunastnicy. Funkcją żółci jest wspomaganie trawienia poprzez emulgację tłuszczów.

### Stany chorobowe
- kamica pęcherzyka żółciowego
- zapalenie pęcherzyka żółciowego
- ropniak pęcherzyka żółciowego
- wodniak pęcherzyka żółciowego
- polip pęcherzyka żółciowego
- rak pęcherzyka żółciowego